# Calvatia
Calvatia es un género de hongos basidiomicetos de la familia Agaricaceae que incluye alrededor de 58 especies. Su especie más conocida es Calvatia gigantea.
La mayoría de las especies del género Calvatia son hongos comestibles cuando son jóvenes, aunque es mejor evitar algunas como Calvatia fumosa que tiene un olor muy picante.
El nombre Calvatia deriva del latín calvus que significa "calvo" y calvaria , que significa "cúpula del cráneo".
El género fue circunscrito por el micólogo Elias Magnus Fries en 1849. Fries incluía una sola especie en el género, (Calvatia craniiformis) que originalmente fue descrita como Bovista craniiformis por Lewis David de Schweinitz en 1832.

## Especies
A continuación se muestran las especies descritas y sus autores:
- C. agaricoides Dissing & M. Lange 1962
- C. ahmadii Khalid & S.H. Iqbal 2004
- C. aniodina Pat. 1912
- C. arctica Ferd. & Winge 1910
- C. argentea (Berk.) Kreisel 1992
- C. bellii (Peck) M. Lange 1990
- C. bicolor (Lév.) Kreisel 1992
- C. boninensis S.Ito & S.Imai 1939
- C. bonarensis A.H.Sm. 1964
- C. borealis T.C.E.Fr. 1914
- C. candida (Rostk.) Hollós 1902
- C. capensis (Lloyd) J.C.Coetzee, Eicker & A.E.van Wyk 2003
- C. connivens M.Lange 1990
- C. cretacea (Berk.) Lloyd 1917
- C. craniiformis (Schwein.) Fr. ex De Toni 1888
- C. crucibulum (Mont.) Kreisel 1992
- C. cyathiformis (Bosc) Morgan 1890
- C. flava (Massee) Kreisel 1992
- C. friabilis (G.Moreno, Altés, C.Ochoa & J.E.Wright) G.Moreno, Altés & C.Ochoa 2006
- C. fulvida Sosin 1952
- C. fusca (G.Cunn.) Grgur. 1997
- C. gardneri (Berk.) Lloyd 1904
- C. gigantea (Batsch) Lloyd 1904
- C. guzmanii C.R.Alves & Cortez 2012
- C. holothurioides Rebriev 2013
- C. horrida M.Lange 1990
- C. incerta Bottomley 1948
- C. kakavu (Zipp.) Overeem 1927
- C. lacerata A.H.Sm. 1964
- C. lachnoderma Pat. 1907
- C. lilacina (Mont. & Berk.) Henn. 1904
- C. lloydii Zeller & Coker 1947
- C. lycoperdoides Kościelny & Wojt. 1935
- C. macrogemmae Lloyd 1923
- C. nipponica Kawam. ex Kasuya & Katum. 2008
- C. nodulata Alfredo & Baseia 2014
- C. oblongispora V.L.Suárez, J.E.Wright & Calonge 2009
- C. occidentalis Lloyd 1915
- C. ochrogleba Zeller 1947
- C. olba Grgur. 1997
- C. olivacea (Cooke & Massee) Lloyd 1905
- C. owyheensis A.H.Sm. 1964
- C. pachydermica (Speg.) Kreisel 1992
- C. pallida A.H.Sm. 1964
- C. paradoxa A.H.Sm. 1964
- C. polygonia A.H.Sm. 1964
- C. primitiva Lloyd 1904
- C. pseudolilacina (Speg.) Speg. 1919
- C. pygmaea (R.E.Fr.) Kreisel, G.Moreno, C.Ochoa & Altés 1998
- C. pyriformis (Lév.) Kreisel 1992
- C. rosacea Kreisel 1989
- C. rubrotincta Zeller 1947
- C. rugosa (Berk. & M.A. Curtis) D.A. Reid 1977
- C. sculpta (Harkn.) Lloyd 1904
- C. septentrionalis M.Lange 1990
- C. sporocristata Calonge 2003
- C. subtomentosa Dissing & M.Lange 1962
- C. tropicalis (Speg.) Speg. 1919
- C. turneri (Ellis & Everh.) Demoulin & M.Lange 1990
- C. utriformis (Bull.) Jaap 1918
- C. vinosa Kasuya & Retn. 2006
- C. violascens (Cooke & Massee) R.T.Baker 1907